# Auger de Moléon Granier
Auger de Moléon Granier (v. 1600 - après 1652) est un homme de lettres français.

## Biographie
On sait très peu de choses de lui, si ce n'est qu'il est originaire de la Bresse et aurait été ecclésiastique. Il a publié des manuscrits inédits, parmi lesquels Les Mémoires de la roine Marguerite et Les Lettres de Messire de Paul de Foix, archevesque de Toloze et ambassadeur pour le roy aupres du pape Grégoire XIII, escrites au roi Henry III en 1628. L'authenticité de ces dernières a été mise en doute. Élu membre de l'Académie française en septembre 1635, il est accusé de détournement d'argent et en expulsé six mois plus tard.

## Note
1. ↑  Son nom s'orthographie parfois Grenier. Petite archéologie du dictionnaire, La Bibliothèque, 2002, p. 133.